# جيمي هايتر
بيج وودنغ (ولدت في 23 أبريل 1995) عرفت باسم جيمي هايتر هي مصارعة محترفة إنجليزية وقعت على آول إليت ريسلينغ (AEW) ، حيث كانت بطلة العالم للسيدات في AEW في عهدها الأول.